# International Federation of Sport Climbing
L'International Federation of Sport Climbing, in sigla IFSC (Federazione internazionale di arrampicata sportiva in italiano), è la federazione sportiva internazionale, riconosciuta dal CIO, che governa lo sport dell'arrampicata sportiva, che consiste nelle specialità di difficoltà, velocità e bouldering.

## Storia

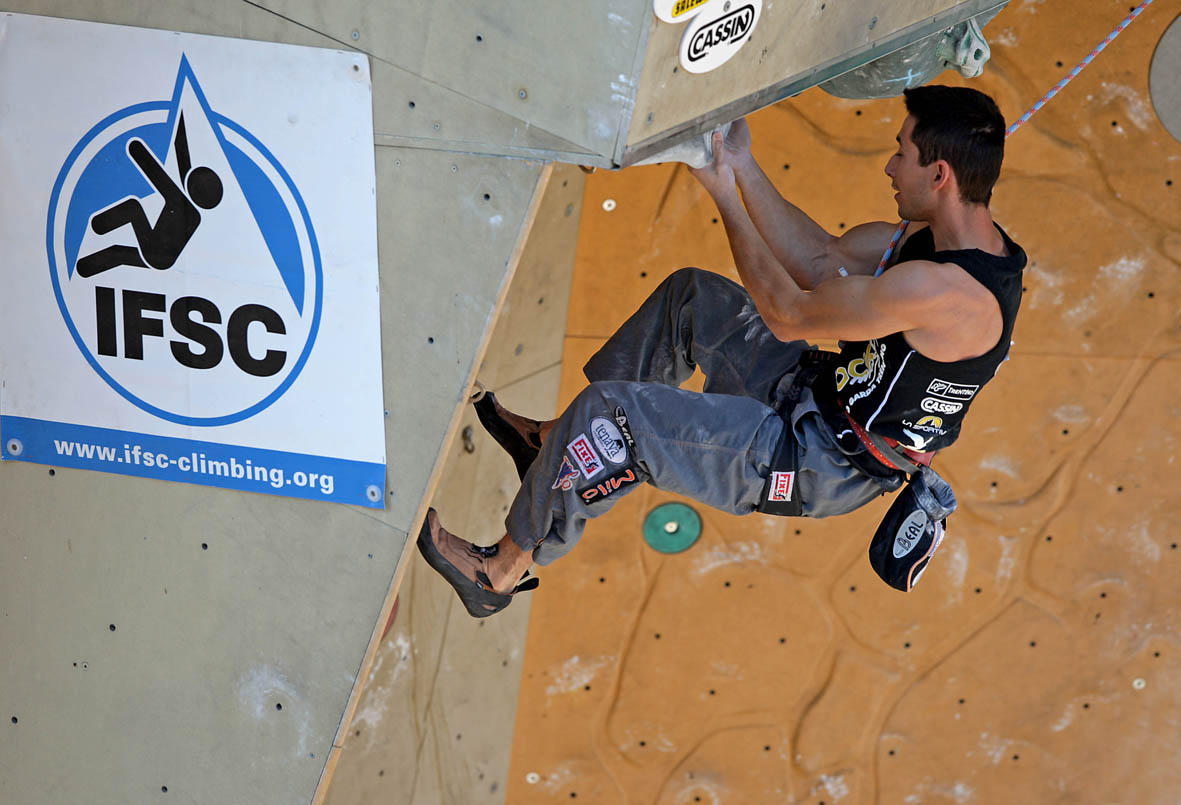
Rock Master 2007

Nel 2006 la Union Internationale des Associations d’Alpinisme (UIAA) decise di non gestire più l'arrampicata sportiva e invitò pressoché all'unanimità dei suoi membri l'ICC (International Council for Competition Climbing, che autonomamente organizzava tutta l'attività sportiva) a creare una federazione internazionale a sé stante per l'arrampicata sportiva.
La IFSC fu fondata a Francoforte il 27 gennaio 2007 da 48 federazioni membri e venne - a tempo di record - nello stesso anno riconosciuta dal CIO (riconoscimento divenuto definitivo nel febbraio 2010) divenendo membro dell'ARISF e dell'IWGA.
Nel 2025 è stato annunciato il trasferimento della sede da Losanna a Torino.

## Competizioni organizzate
- Campionato del mondo di arrampicata
- Campionato del mondo giovanile di arrampicata
- Campionato europeo di arrampicata
- Campionato europeo giovanile di arrampicata
- Coppa Europa giovanile di arrampicata
- Coppa del mondo di arrampicata

## Organizzazioni a cui appartiene
- Comitato olimpico internazionale (CIO)
- Association of the IOC Recognised International Sports Federations (ARISF)
- International World Games Association (IWGA)
- SportAccord (GAISF)